# Casa de la Vila (Torroella de Montgrí)
La Casa de la Vila és la seu principal de l'ajuntament a la Plaça de la Vila, al centre del nucli antic de Torroella de Montgrí (Baix Empordà). L'edifici de la Casa de la Vila va ser construït en època renaixentista, probablement durant el segle xvi. Posteriorment va experimentar diverses obres de remodelació i, l'any 1935, fou desmuntat i refet pedra per pedra. En l'actualitat l'interior es troba molt modificat per cobrir les necessitats de la seva funció administrativa. És un edifici de planta baixa i dos pisos, amb coberta de teula. La façana presenta una composició simètrica. A la planta baixa un arc carpanell dels porxos de la plaça ocupa tota l'amplada de l'edifici; la porta d'accés és d'arc de mig punt, amb dovelles de pedra i l'escut de la vila a la clau. Al primer pis hi ha un balcó amb dues obertures rectangulars i barana de ferro simple, i al segon pis dues finestres balconeres també rectangulars però més petites. A la part superior hi ha un ràfec de coronament. Són elements remarcables de la façana els relleus amb els quatres barres i l'escut de la vila, disposats de manera simètrica als dos pisos superiors. El parament de la façana presenta carreus ben escairats.